# Fil de fer (cirque)
Pour les articles homonymes, voir Fil de fer.

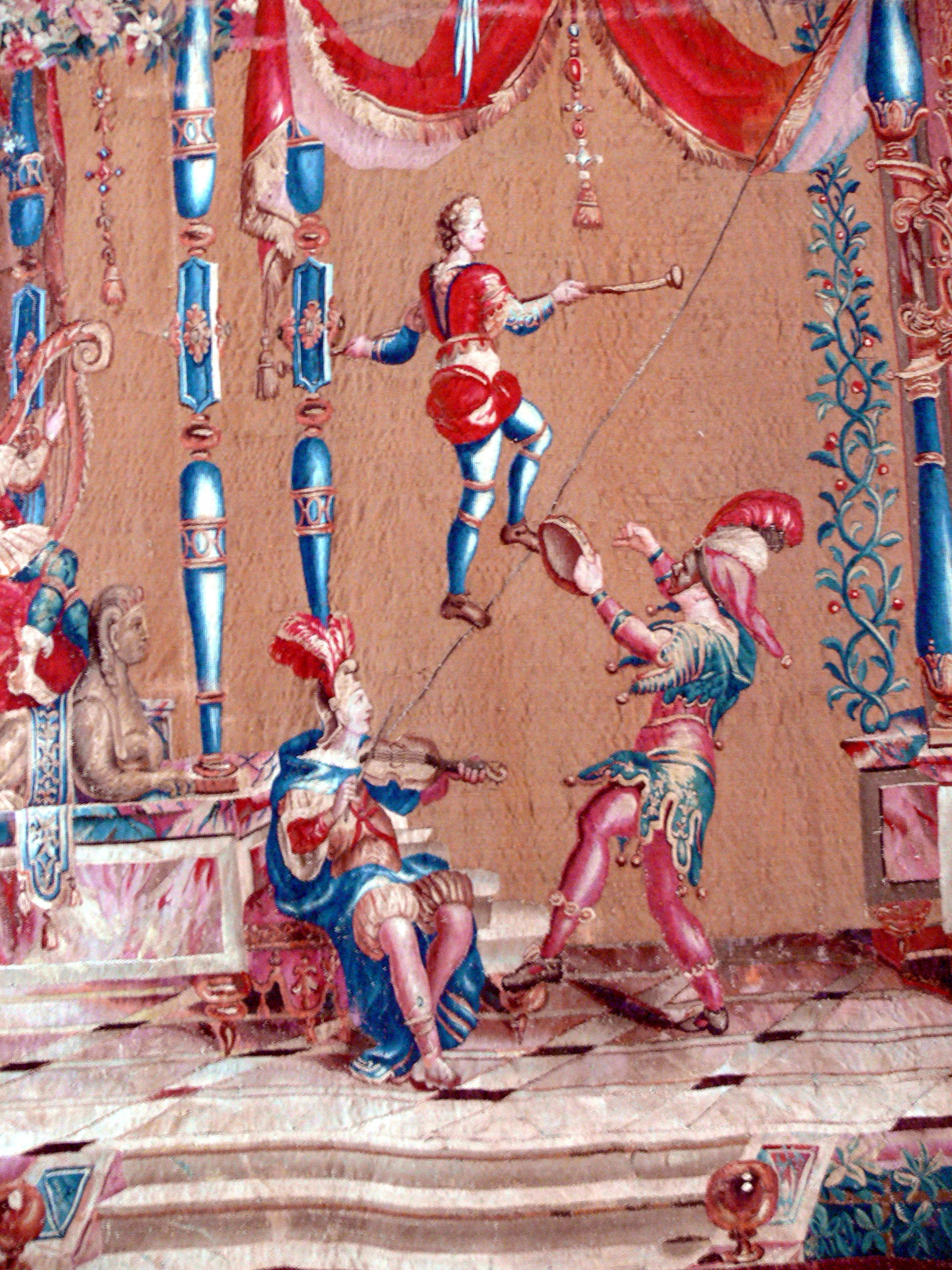
Kronborg castle (1700) fait par Jean Behagle et montrant un funambule sur fil de fer

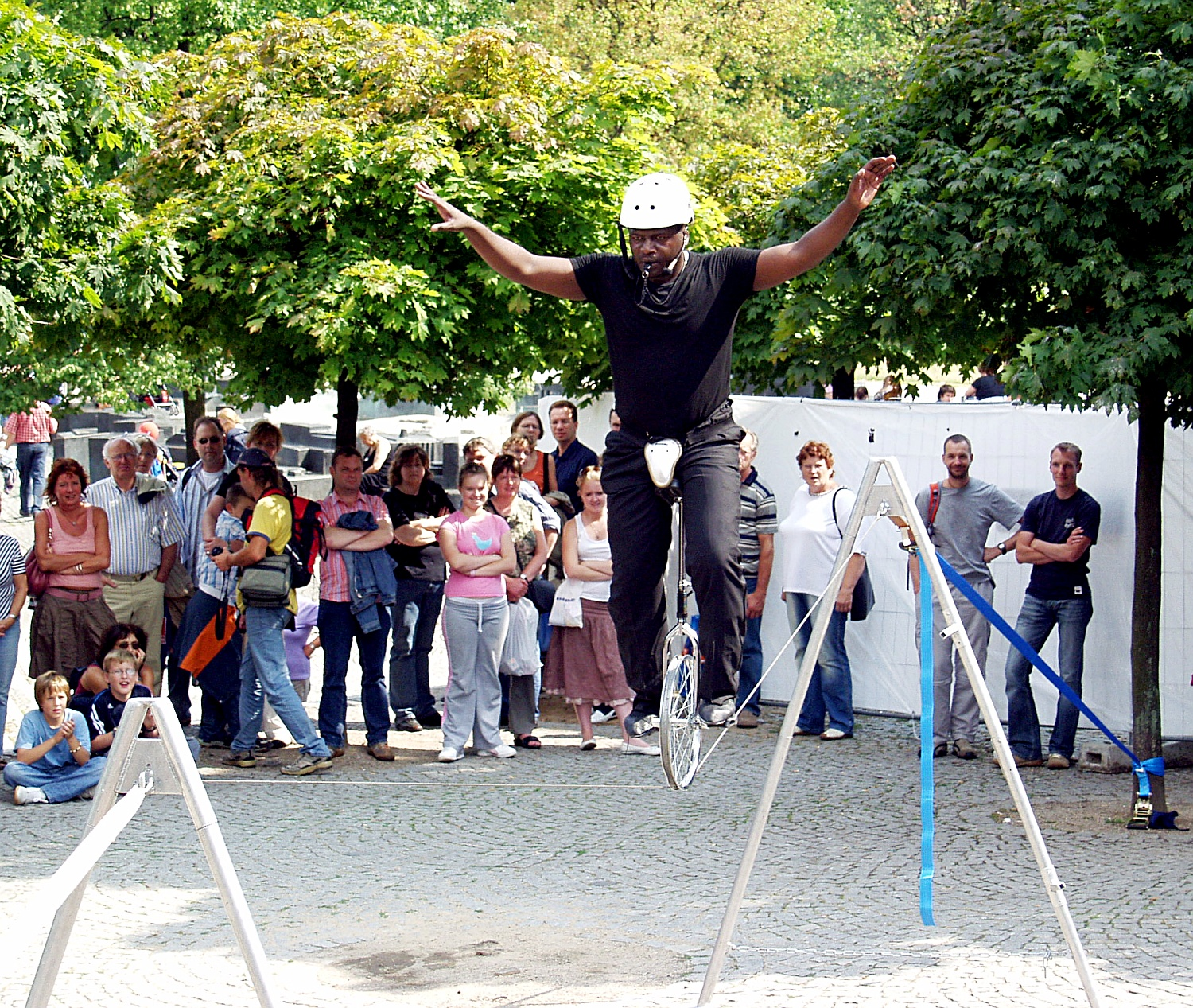
Funambule sur fil de fer effectuant des jongleries

Le fil de fer est un agrès de cirque et une discipline d’équilibre.

## Description
Le fil-de-fériste, contrairement au funambule, évolue sur un fil d’une hauteur maximale de trois mètres (généralement une hauteur d’homme) au-dessus du sol. Le fil, d’une longueur de 6 à 8 mètres, est tendu entre deux plates-formes. La présence d’un ressort peut lui donner une certaine élasticité qu’on appelle un « tempo », très utile pour les pas de danse et les sauts. Le fil peut aussi être mou, on parle alors de « fil souple ». Ce type de fil est plus adapté aux exercices d’équilibres (sur échelle, sur les mains...) et de jongleries, voire d’antipodisme.
Le fil-de-fériste, contrairement au danseur de corde, ne s’aide pas d’un balancier, mais il utilise souvent une ombrelle (surtout les femmes). Les techniques corporelles ne sont pas toujours les mêmes selon le sexe de l’artiste et le type de fil choisi.
Parmi les fil-de-feristes célèbres, on retrouve de très bons numéros sortis des écoles de cirque françaises (Agathe et Antoine, Michèle et Laurent, Macha Dimitry, Betty, Valentine, Alexandra Schmitz, Jean-Thierry Barré, Ernesto Terri, Cédric Casanova, Olivier Roustan, Julien Posada et Julia Figuière, Marie Molliens, Anne-Lise Allard, et certains élèves de Manolo dos Santos, un très grand de son époque.). La compagnie française Les Colporteurs présente des spectacles spécialisée dans le fil de fer depuis 1996,.
Le fil est une des disciplines de base enseignées dans les écoles de cirque. Pour se présenter à la formation d’initiateur aux arts du cirque, il faut notamment maitriser la marche avant, la marche arrière et le demi-tour sur le fil.